# Giao hưởng số 8 (Dvořák)

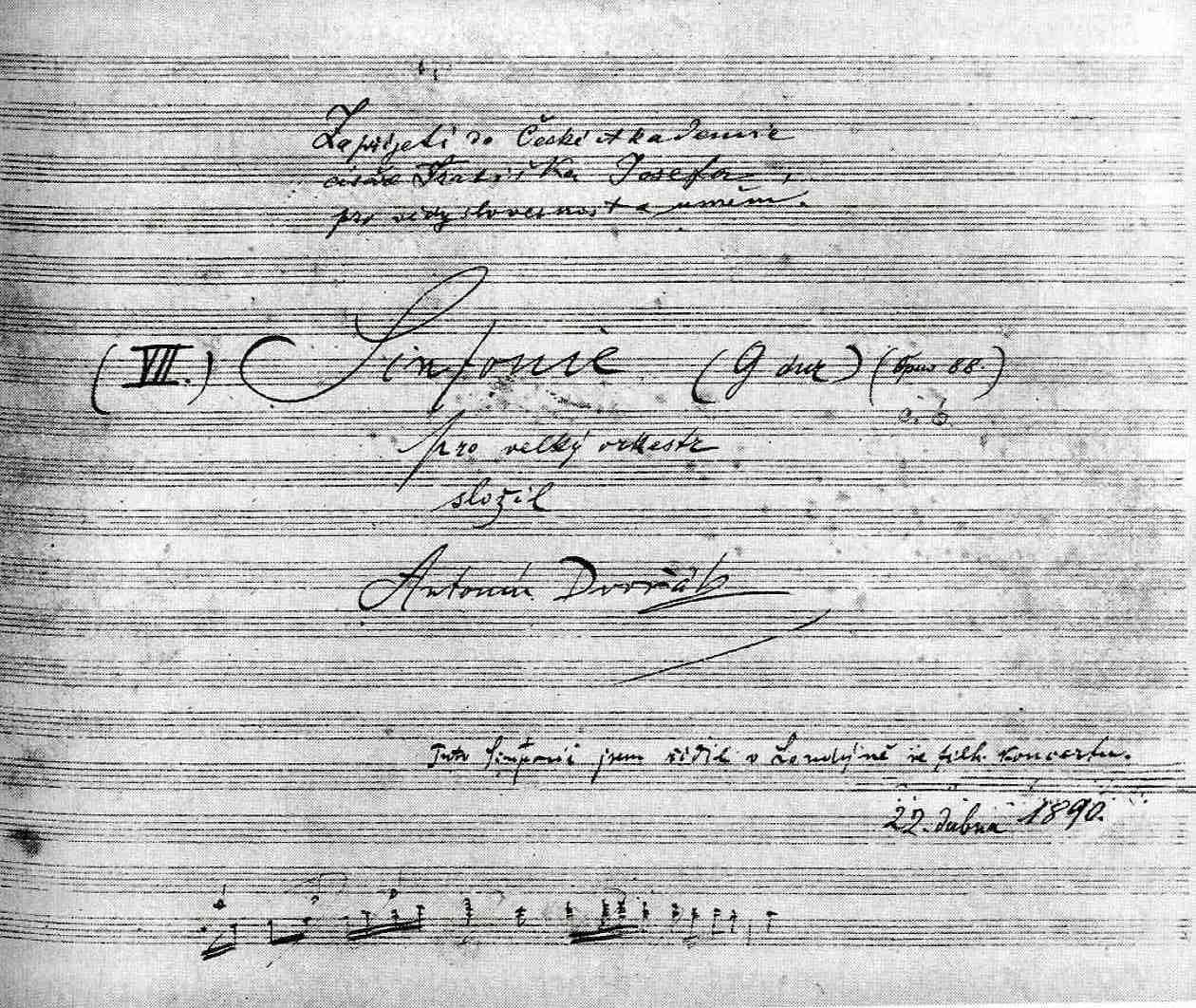
Giao hưởng số 8 (Dvořák). Trang tiêu đề của bản nhạc có chữ ký của tác giả. Năm xuất bản: 1980
Nguồn: Burghauser, Jarmil: Antonín Dvořák, p. 75 Tác giả: Dvořák, Antonín

Giao hưởng số 8, cung Sol trưởng, Op. 88, B.163 là bản giao hưởng của nhà soạn nhạc người Séc Antonín Dvořák. Ông sáng tác bản giao hưởng vào năm 1889. Bản giao hưởng này cùng với bản giao hưởng số 7 là những món quà mà Dvořák muốn tặng cho Hội Khuyến nhạc Anh.